# عبدالرزاق جحنیط
عبدالرزاق جحنیط (انگلیسی: Abderrazak Djahnit؛ زادهٔ ۲ ژانویهٔ ۱۹۶۸) بازیکن فوتبال اهل الجزایر بود.
از باشگاه‌هایی که در آن بازی کرده‌است می‌توان به باشگاه فوتبال ستاره ساحلی اشاره کرد.
وی همچنین در تیم ملی فوتبال الجزایر بازی کرده‌است.